# Phidippus concinnus
Phidippus concinnus är en spindelart som beskrevs av Willis J. Gertsch 1934. Phidippus concinnus ingår i släktet Phidippus och familjen hoppspindlar. Inga underarter finns listade i Catalogue of Life.